# Рафенштайн
Рафенштайн (нем. Ravenstein) — город в Германии, в земле Баден-Вюртемберг. 
Подчинён административному округу Карлсруэ. Входит в состав района Неккар-Оденвальд.  Население составляет 2960 человек (на 31 декабря 2010 года). Занимает площадь 55,99 км². Официальный код  —  08 2 25 114.
Город подразделяется на 6 городских районов.